# Redoute Marie-Thérèse

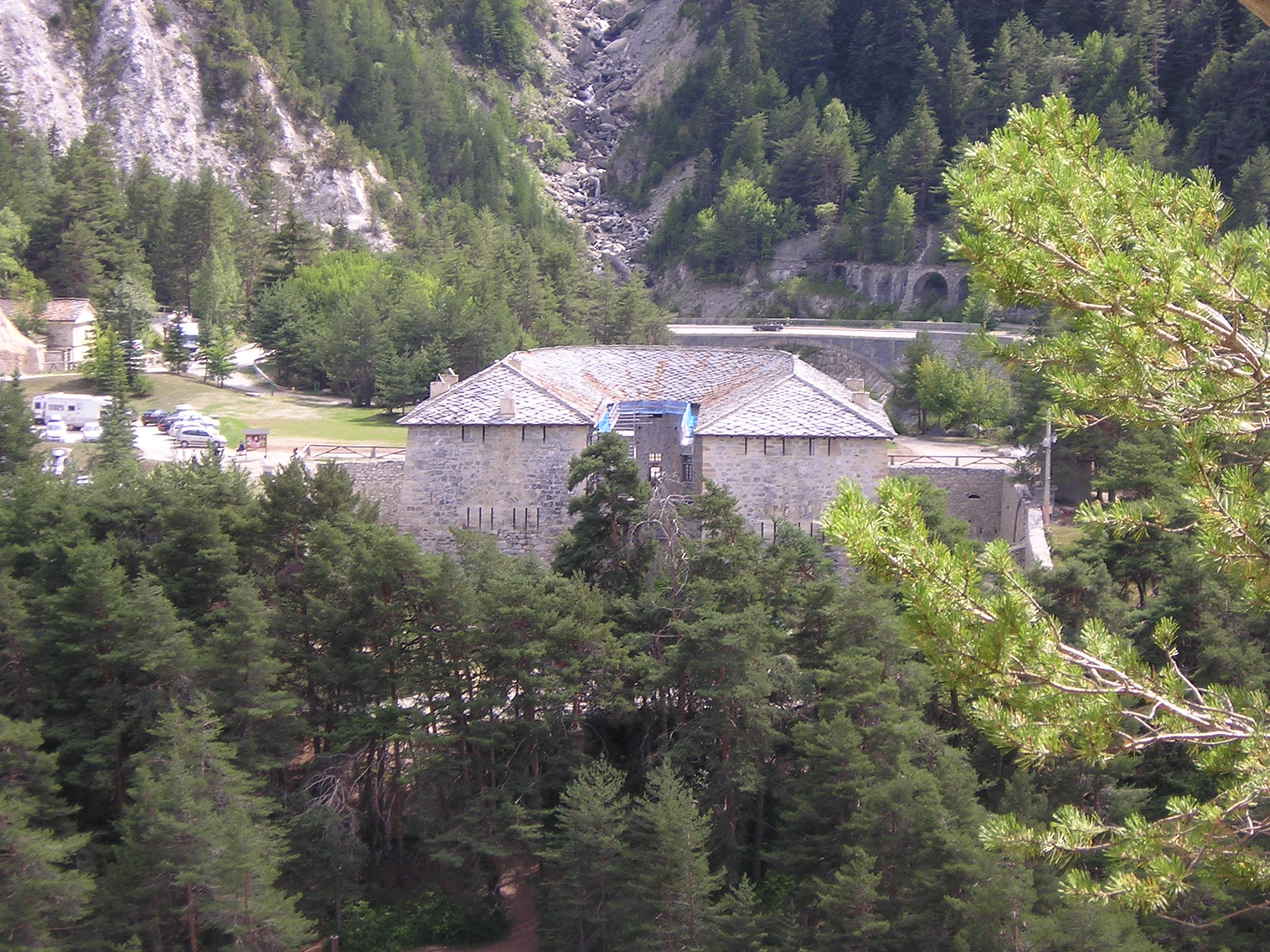
Redoute Marie-Thérèse

Das Fort Redoute Marie-Thérèse ist eine sardische Zitadelle in Avrieux in Frankreich.
Der Name bezieht sich auf Maria Theresia von Österreich-Este (1773–1832), die Gattin von Viktor Emanuel I., dem König von Sardinien. Das Fort ist Teil der Sperranlage Barrière de l’Esseillon.